# One Web Day
One Web Day (OWD) – Международният ден на Уеб се чества за първи път на 22 септември 2006 в цял свят и в България. Датата е избрана като продължение на 22 април – Световен ден на Земята. Инициатор на събитието е Сюзън Крауфорд, член на борда на директорите на ICANN.
“Интернет се е превърнал в такава вездесъща сила в нашия живот, че е много лесно да забравим как е променил света. Не бива да взимаме Интернет за даденост и трябва да направим всичко по силите си за да го направим по-достъпен за хората по света. OWD дава възможност да отпразнуваме уеб-а едновременно онлайн и с публични събития в градове по целия свят.”, каза Сюзан Крауфорд.
В България OWD се подкрепя от Интернет Общество България и други институции и компании.